# Ribeira da Faia
Ribeira da Faia é um curso de água português situado na localidade das Pontas Negras, concelho das Lajes do Pico, ilha do Pico, arquipélago dos Açores.
Este curso de água encontra-se geograficamente localizado na parte Sul da ilha e é um dos maiores da ilha do Pico tem origem a uma cota de altitude de cerca de 700 metros de altitude. A sua bacia hidrográfica procede à drenagem de uma areia que engloba o Cabeço do Leitão e parte do Cabeço da Canzana.
O seu curso de água que desagua no Oceano Atlântico, fá-lo na costa próximo ao Porto da Aguada.